# Водородна бомба
Водородна бомба (термоядрена бомба) е популярното име на експлозивно устройство, използващо принципа на термоядрения синтез (сливане на атомните ядра), при който се отделя огромно количество енергия. Името ѝ се дължи на това, че веществото, което се използва за синтез, е някой от двата тежки изотопа на водорода – деутерий или тритий.
Тъй като термоядреният синтез изисква влагането на изключително количество енергия, устройството на водородната бомба включва като „детонатор“ „обикновена“ атомна бомба (т.е. такава, базирана на ядрен разпад). Задействането на устройството протича на два етапа – първо се взривява детонаторът – атомната бомба, който отделя достатъчно енергия, за да започне неконтролируема синтезна реакция, която предизвиква същинската експлозия.
При сливането на ядрата на леки елементи се отделя повече енергия, отколкото при ядрения разпад. Това означава, че термоядрените бомби могат да бъдат много по-мощни от „обикновените“. Температурата при термоядрените реакции е от порядъка на милиони К. Енергията, която се отделя при изпитване на термоядрени бомби, е еквивалентна на енергията, отделена при избухване на десетки милиона тона тротил и унищожава всичко в диаметър до 250 km.
Най-мощната подобна бомба е 58-мегатонната „Цар бомба“, взривена на 30 октомври 1961 г. в съветските острови Нова Земя. Първоначално е замислена експлозия с мощност 100 мегатона тротил, но впоследствие е намалена на 60 мегатона (чрез замяна на урановата обвивка на бомбата с оловна), поради изключително голямото радиоактивно замърсяване, което би се получило при използване на уран. Бомбата е била около 1500 пъти по-мощна от атомната бомба, хвърлена над Хирошима. Нейния облак достигнал 67 km височина, като буквално издухал дъждовните облаци. Сеизмолозите по света засекли земен трус, който обиколил 3 пъти планетата, преди да затихне. Бомбата е пусната от самолет и взривена на около 4 km от земната повърхност.
1. Бойна глава преди експлозията. В горната част е бомбата, предизвикваща разпадането и отделянето на неутрони, в долната част е термоядреното гориво. Това са два от компонентите на термоядрена бомба.
2. Високотемпературни огньове действат свиващо на ядрото от плутоний, което води до свръхкритичност, която инициира верижна реакция на делене.
3. Разпадът отделя главно рентгенови лъчи. Те се разпрърсват по вътрешността на обвивката, прониквайки и облъчвайки полистиреновата пяна.
4. Полистиреновата пяна преминава в състояние на плазма, което действа компресиращо върху плутониевия прът, който започва верижна реакция, освобождавайки огромно количество топлина.
5. Свитият и нагрят литиев-6 деутерид води до образуване на тритий. Започва реакцията на сливане. Полученият неутронен поток води до разпад на остатъчния уран-238. Формира се огнено кълбо.